# 曾可前
曾可前（1560年—1611年），字退如，号长石，湖北石首县（今石首市）喻家碑人。明代探花，文学家，“公安派”重要人物之一。

## 生平
曾可前于万历二十二年（1594年）中举。万历二十九年（1601年）考中辛丑科一甲第三名进士（探花），授翰林院编修，纂修国史。次年，石首县在城内为其建“探花坊”（今已不存）。万历三十二年（1604年）任会试同考官。
曾可前文才出众，并力主革新，反对复古，与“公安三袁”交游甚密。著作甚丰，有《石柟馆集》、《且孺堂集》等。

## 家族
曾祖曾淅，冠带乡宾。祖父曾朴，戊子舉人、巩县知县。父曾台，增廣生。母李氏（1536年-1571年），禮部精膳司郎中李載贄之女。弟曾可芳。